# Pepe Viña
Pepe Viña (nacido como José Viña Menéndez, el 8 de septiembre de 1962 en Gijón, España) deportista internacional. Es conocido por sus méritos deportivos en el mundo de la pesca submarina a nivel nacional e internacional.

## Reseña biográfica
Su historia en la pesca submarina comenzó a los 12 años cuando quedó fascinado al ver a otro joven sumergirse en las aguas del puerto del Musel. A los 14 años, Pepe Viña adquirió su primer equipo de pesca submarina y comenzó a practicar este deporte apasionante. En 1987, decidió poner a prueba sus habilidades compitiendo en el campeonato de Asturias, el cual ganó. Este fue el punto de partida de una exitosa carrera en la pesca submarina. 
Uno de los momentos más destacados de su carrera deportiva ocurrió en 1994, cuando se coronó campeón del mundo en la disciplina de pesca submarina. A lo largo de los años, Pepe Viña acumuló numerosos títulos tanto a nivel nacional como internacional, consolidándose como uno de los referentes en este deporte.
Además de su carrera deportiva, Pepe Viña también se involucró en la promoción y enseñanza de la pesca submarina en su ciudad natal, Gijón. Actualmente, compagina su pasión por la pesca con la gestión de un negocio relacionado con este deporte, donde busca transmitir sus conocimientos y habilidades a otros entusiastas.
En el comienzo del año 2020, Pepe Viña fue honrado al ser nombrado seleccionador nacional de pesca submarina, lo que demuestra su experiencia y liderazgo en este campo deportivo. Su contribución al mundo de la pesca submarina y su trayectoria exitosa lo convierten en una figura destacada en el deporte.

## Distinciones
- Campeón del mundo individual en Perú en el año 1994
- Campeón del mundo por naciones en Perú en el año 1994
- Subcampeón del mundo individual en Gijón en el año 1996
- Campeón del mundo por naciones en Gijón en el año 1996
- 5.º puesto individual en el campeonato del mundo año 1998 en Croacia
- 2.º puesto por naciones en el campeonato del mundo 1998 en Croacia
- Campeón del mundo por naciones en Tahití en el año 2000
- 5.º puesto individual en el campeonato del mundo en Chile en el año 2004
- 3.er puesto por naciones en el campeonato del mundo en Chile en el año 2004

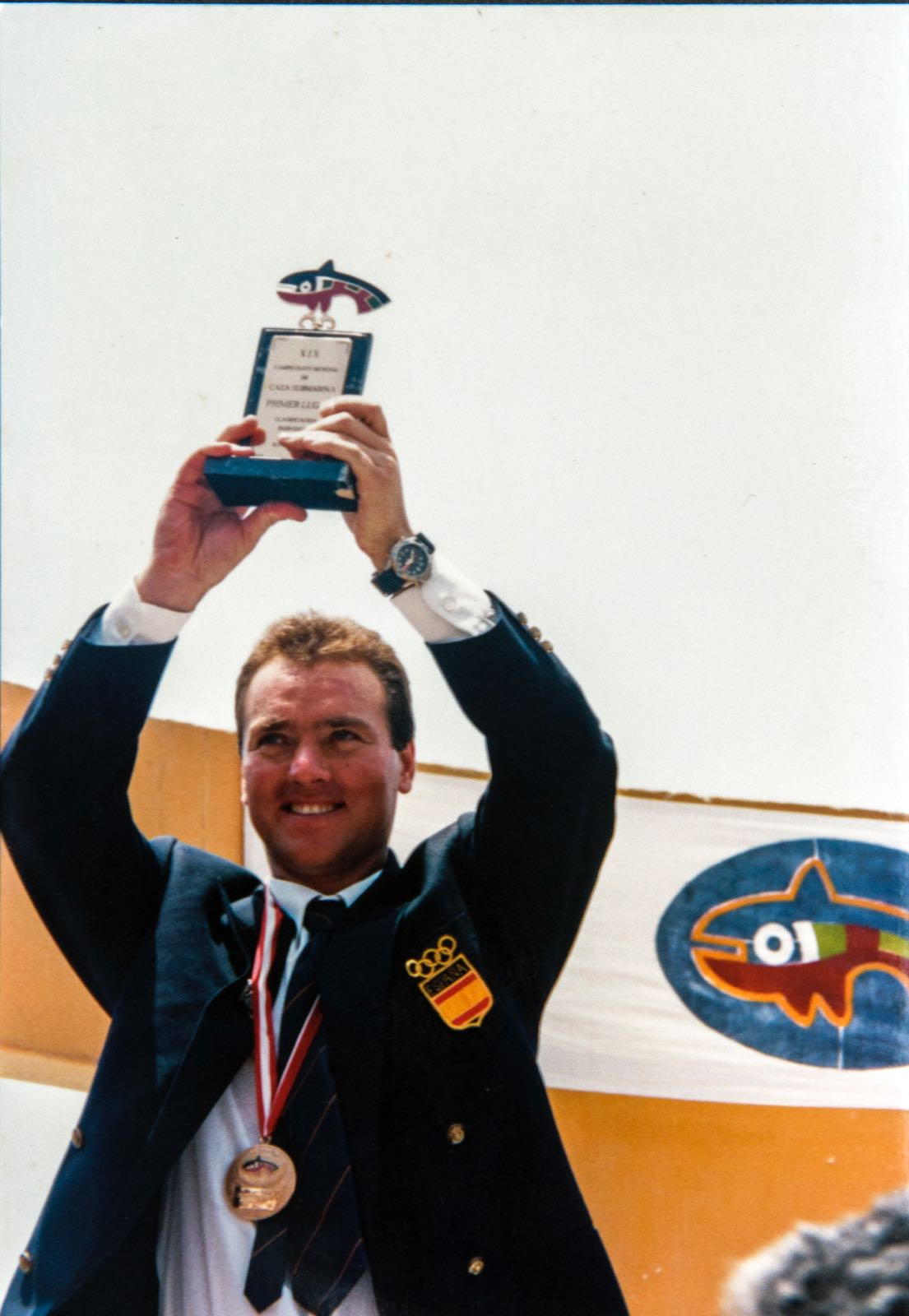
Pepe Viña Campeón del Mundo 1994

- Campeón Europa-África en Peniche (Portugal) en el año 1993/94
- Campeón por naciones Europa-África en Peniche (Portugal) en el año 1993/94
- Campeón por naciones Europa-África en Salina – Islas Eolias en el año 1995
- 3.er puesto por naciones Europa-África en Marsella (Francia) en el año 1997
- 5.º puesto Europa-África en Menorca en el año 1999
- Campeón por naciones Europa-África en Menorca en el año 1999
- Campeón de España individual en Gijón en el año 1994
- Campeón de España individual en San Sebastián en el año 1995
- Campeón de España individual en Gijón en el año 1999
- Campeón de España de clubs en el año 1997
- Campeón de España por parejas en Ferrol 1997
- Campeón de España individual en La Coruña en el año 2004

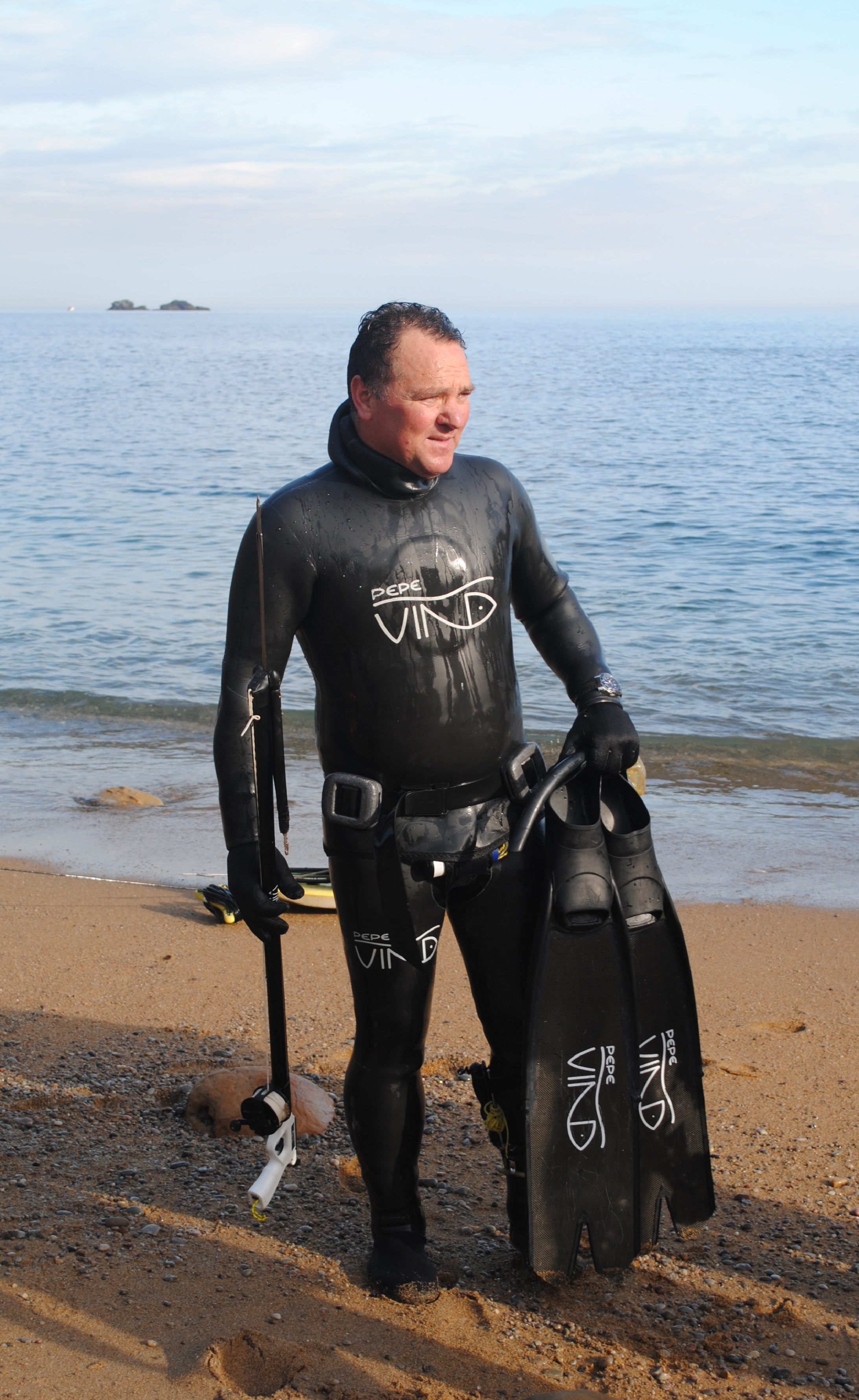
Pepe Viña en la actualidad

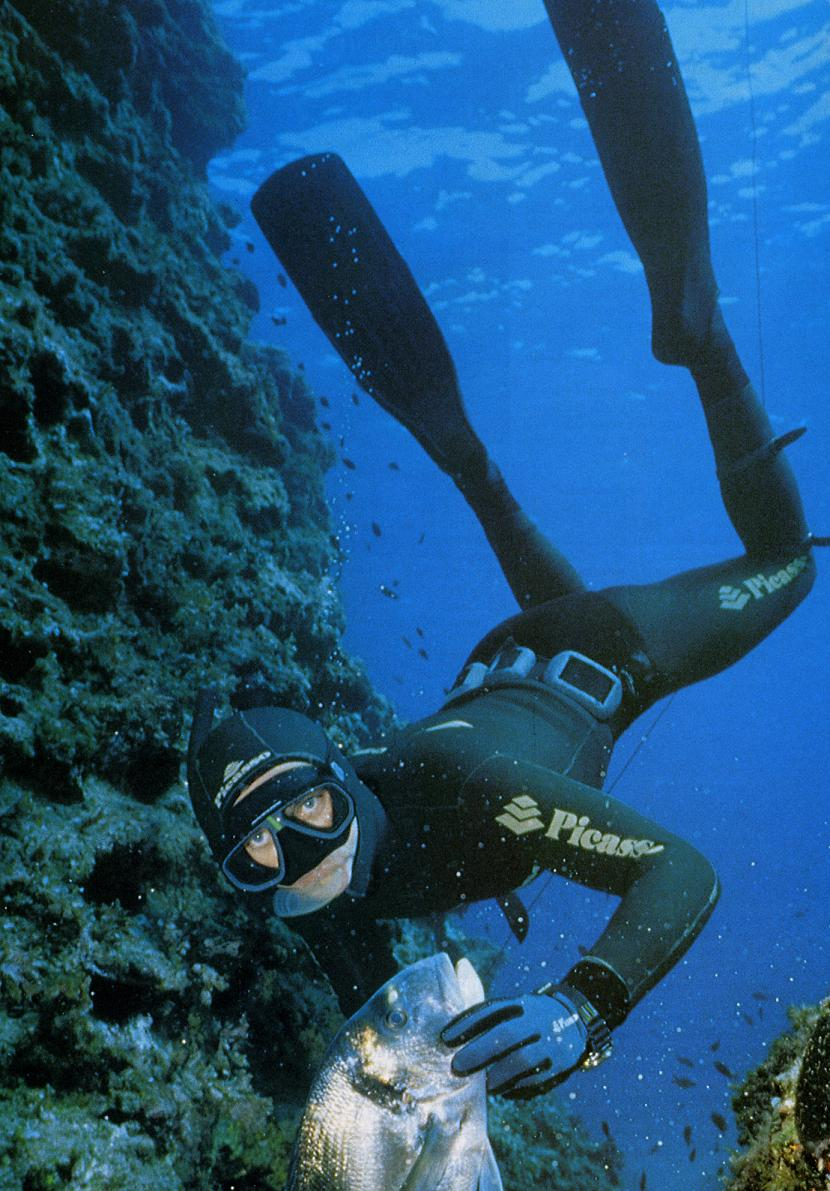
Pepe Viña pescando

- Campeón de Asturias en 1987,1989 al 2004 (17 veces)
- Campeón de Asturias por parejas en los años 1991, 1992 , 1993 y 1997
- Campeón del norte de España en los años 1988 y 1989
- Campeón del gran premio internacional trofeo Vizcaya en los años 1988 y 1990
- Campeón del trofeo costa verde en los años 1989 y 1992
- 3.er puesto del gran Premio Jeromo de Cantabria en el año 1991
- Campeón del gran Premio Jeromo de Cantabria en el año 1993
- Campeón del trofeo internacional Villa de Gijón en el año 1998
- Campeón del trofeo internacional Villa de Gijón en el año 2000
- Campeón de varias ediciones del internacional Apnea Gijón en los años 1990, 1992, 1994, 1995, 1996, 1997, 1998 y 1999
- Campeón por equipos del open costa verde en Gijón en el año 2018
- Campeón por parejas del europeo Navidad en Provenza (Francia) en el año 1998
- Campeonato internacional de Cagliari
- Campeón del trofeo Nadal en el año 1994
- Campeón del trofeo ciudad de La Coruña en el año 2000
- Campeón de Asturias de veteranos en Gijón en el año 2016
- Campeón de Asturias de veteranos en Gijón en el año 2019
- Campeón de Asturias de veteranos en Gijón en el año 2021

## Distinciones como seleccionador nacional
- Segundo puesto por equipos en el V CMAS World cup ciudad de Palma en enero de 2020 ( equipo formado por César Bustelo , Xabi Blanco y Jacobo García)
- Primer puesto por equipos en el Open de pesca submarina por equipos Memorial José Antonio Olmedo Pérez 2020 modalidad masculina ( equipo formado por Ángel Cruz , Rayco y Juani)
- Segundo puesto por naciones en el Campeonato del Mundo 2021 en Cerdeña modalidad masculina
- Primer puesto por naciones en el Campeonato del Mundo 2021 en Cerdeña modalidad femenino

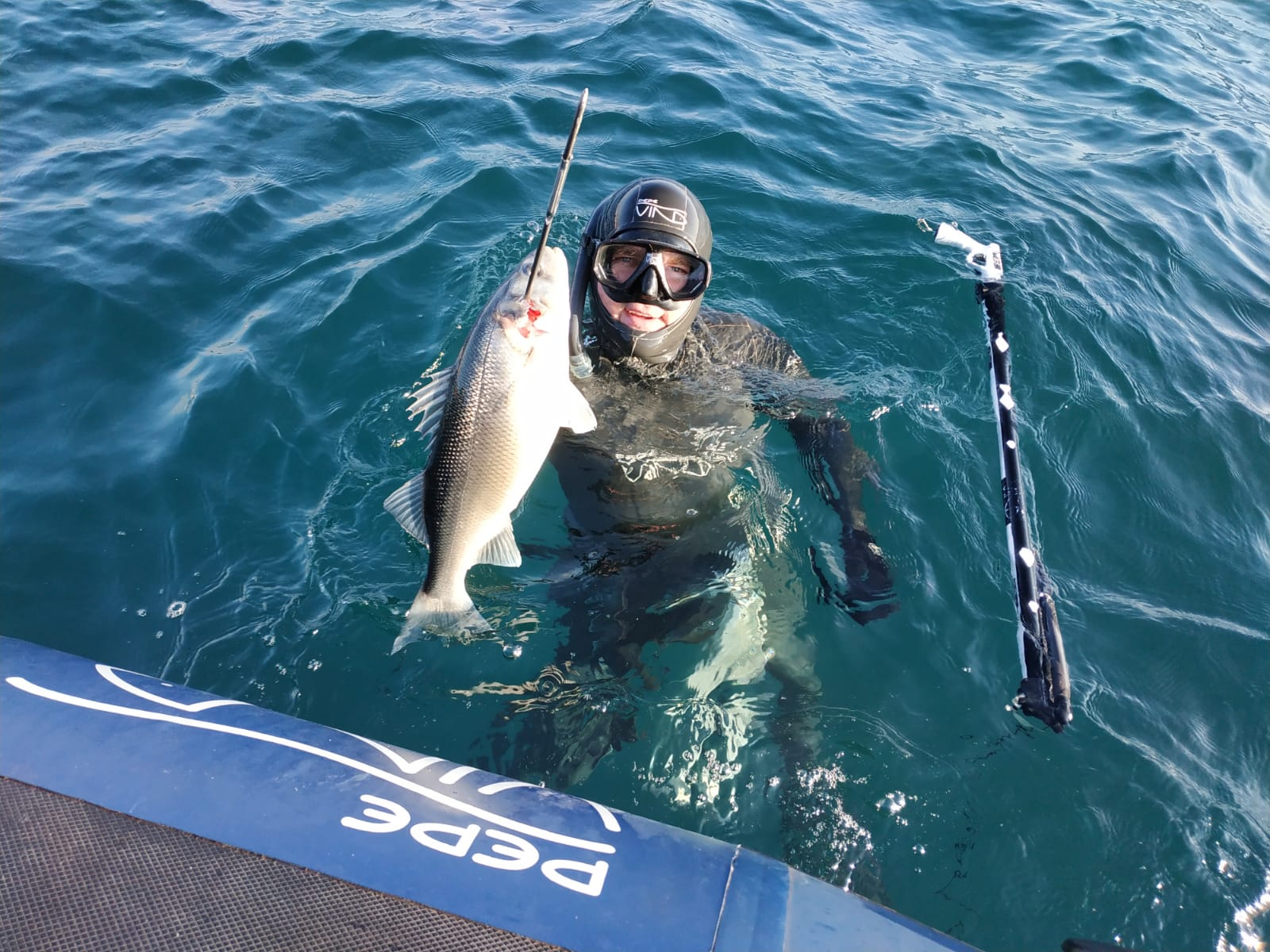
Pepe Viña pescando lubina

- Segundo puesto individual obtenido por Oscar Cervantes en el Campeonato del Mundo 2021 en Cerdeña modalidad masculina
- Primer , segundo y tercer puesto individual obtenido por Magdalena , Alexandra y Ainhoa en el Campeonato del Mundo 2021 en Cerdeña modalidad femenina
- Primer puesto individual obtenido por Santiago Lopez Cid en el Campeonato del Mundo 2023 en Laredo (Cantabria) modalidad masculino
- Primer puesto individual obtenido por Magdalena Sart en el Campeonato del Mundo 2023 en Laredo (Cantabria) modalidad femenino
- Primer puesto por naciones en el Campeonato del Mundo 2023 en Laredo ( Cantabria ) modalidad masculino
- Primer puesto por naciones en el Campeonato del Mundo 2023 en Laredo ( Cantabria ) modalidad femenino

## Condecoraciones
- Medalla de bronce al mérito deportivo en el año 2001
- Declarado por el C.S.D. deportista de alta competición desde el 1997
- Mejor deportista del Principado de Asturias en 1994